# Anymore (Melanie C)
Anymore è una canzone della cantautrice britannica Melanie C. Il brano è il primo singolo ufficiale del settimo album Version of Me. Pubblicato il 6 settembre 2016, il brano ebbe un discreto successo in Inghilterra raggiungendo la posizione 26 nella uk AirPlay chart, e numero 1 nella official uk physical chart.